# Sistema Geral Real de Transcrição de Tailandês

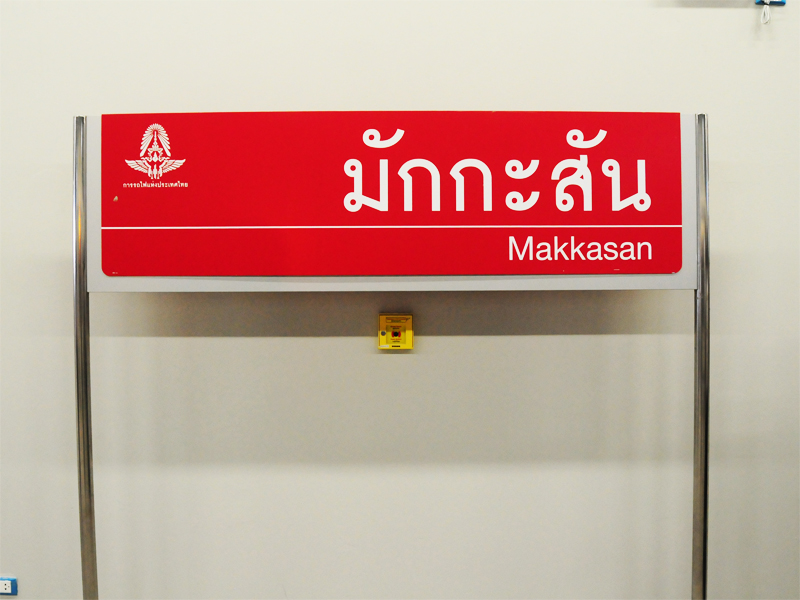
Sinal na estação Makkasan

O Sistema Geral Real de Transcrição de Tailandês (RTGS) é o sistema oficial para apresentar palavras da língua tailandesa utilizando o alfabeto latino, e que foi publicado pelo Real Instituto da Tailândia. Este sistema é utilizado pelos sinais de trânsito de informação e pelas publicações oficiais do governo tailandês, e é o mais parecido a um padrão de transcrição linguística da língua tailandesa, embora seja ainda de uso diminuto e irregular por parte das autoridades tailandesas.
O sistema usa letras não modificadas do alfabeto latino, sem diacríticos, e todas as vogais ‹a›, ‹e›, ‹i›, ‹o›, ‹u› e ditongos são pronunciados. 

## Tabela de transcrição
Para as consoantes, a transcrição é diferente dependendo da sua situação na sílaba. Na secção sobre vogais um travessão ("–") indica a posição relativa da consoante inicial pertencente à vogal.
| Letra | Posição inicial | Posição final |
| ----- | --------------- | ------------- |
| ก     | k               | k             |
| ข     | kh              | k             |
| ฃ     | kh              | k             |
| ค     | kh              | k             |
| ฅ     | kh              | k             |
| ฆ     | kh              | k             |
| ง     | ng              | ng            |
| จ     | ch              | t             |
| ฉ     | ch              | -             |
| ช     | ch              | t             |
| ซ     | s               | t             |
| ฌ     | ch              | -             |
| ญ     | y               | n             |
| ฎ     | d               | t             |
| ฏ     | t               | t             |
| ฐ     | th              | t             |
| ฑ     | th              | t             |
| ฒ     | th              | t             |
| ณ     | n               | n             |
| ด     | d               | t             |
| ต     | t               | t             |
| ถ     | th              | t             |
| ท     | th              | t             |
| ธ     | th              | t             |
| น     | n               | n             |
| บ     | b               | p             |
| ป     | p               | p             |
| ผ     | ph              | -             |
| ฝ     | f               | -             |
| พ     | ph              | p             |
| ฟ     | f               | p             |
| ภ     | ph              | p             |
| ม     | m               | m             |
| ย     | y               | -             |
| ร     | r               | n             |
| ฤ     | rue, ri, roe    | -             |
| ฤๅ    | rue             | -             |
| ล     | l               | n             |
| ฦ     | lue             | -             |
| ฦๅ    | lue             | -             |
| ว     | w               | -             |
| ศ     | s               | t             |
| ษ     | s               | t             |
| ส     | s               | t             |
| ห     | h               | -             |
| ฬ     | l               | n             |
| ฮ     | h               | -             |

| Letra                     | Romanização |
| ------------------------- | ----------- |
| –ะ, –ั, รร (com final), –า | a           |
| รร (sem final)            | an          |
| –ำ                        | am          |
| –ิ, –ี                      | i           |
| –ึ, –ื                      | ue          |
| –ุ, –ู                      | u           |
| เ–ะ, เ–็, เ–               | e           |
| แ–ะ, แ–                   | ae          |
| โ–ะ, –, โ–, เ–าะ, –อ      | o           |
| เ–อะ, เ–ิ, เ–อ             | oe          |
| เ–ียะ, เ–ีย                 | ia          |
| เ–ือะ, เ–ือ                 | uea         |
| –ัวะ, –ัว, –ว–              | ua          |
| ใ–, ไ–, –ัย, ไ–ย, –าย      | ai          |
| เ–า, –าว                  | ao          |
| –ุย                        | ui          |
| โ–ย, –อย                  | oi          |
| เ–ย                       | oei         |
| เ–ือย                      | ueai        |
| –วย                       | uai         |
| –ิว                        | io          |
| เ–็ว, เ–ว                  | eo          |
| แ–็ว, แ–ว                  | aeo         |
| เ–ียว                      | iao         |